# Досбол
Досбол (каз. Досбол) — село в Сарысуском районе Жамбылской области Казахстана. Административный центр Досболского сельского округа. Код КАТО — 316047100.

## Население
В 1999 году население села составляло 272 человека (147 мужчин и 125 женщин). По данным переписи 2009 года, в селе проживал 401 человек (223 мужчины и 178 женщин).